# 川崎汽船
川崎汽船株式会社（かわさききせん、英: Kawasaki Kisen Kaisha, Ltd.）は、東京都千代田区に本社を置く（登記上の本店は兵庫県神戸市中央区）日本の大手海運会社である。東京証券取引所プライム市場上場。日経平均株価およびJPX日経インデックス400の構成銘柄の一つ。通称“K”Lineと呼ばれる場合もある。

## 概要
1919年4月10日、川崎造船所（現・川崎重工業）の船舶部が独立する形で、同社の現物出資によって設立された。日本郵船（NYK LINE）・商船三井（MOL）に次いで国内第3位の規模を持つ（2014年3月末時点で583隻を運航）。上位2社と比較するとコンテナ船への依存率が高いとされる。このほか、石炭・鉄鉱石などの不定期貨物船、自動車運搬船、LNGタンカー、石油タンカーなどを運航する。また、日本で初めて自動車専用船を導入した企業でもある。
ファンネルマーク（船の煙突部分につける会社のマーク）は、赤地に白の K 。
旧第一勧銀グループのメンバーであった故に、みずほコーポレート銀行（現みずほ銀行）をメインバンクとしている。
コンテナ船事業では、韓国の韓進海運、台湾の陽明海運、中国のコスコ・コンテナラインと海運アライアンス「CKYHグループ」を組んでいる。

## 沿革
出典：
- 1919年4月 - 設立。
- 1921年5月 - 川崎造船所、国際汽船と提携し、3社のイニシャルをとりKラインを結成。
- 1950年1月 - 東京証券取引所市場第一部、大阪証券取引所、名古屋証券取引所にそれぞれ上場。
- 1952年3月 - 福岡証券取引所上場。
- 1964年4月 - 飯野海運の子会社であった飯野汽船と合併。
- 1966年5月 - 内航部門を分離し、川崎近海汽船を設立。
- 1968年 - コンテナ船を導入。
- 1970年 - 日本/北太平洋岸航路でコンテナ船によるサービス開始。
- 1982年 - 本社を東京に移転。
- 1983年 - 日本籍初のLNG船である尾州丸（川崎汽船が管理運航）が就航。
- 1995年 - 川崎近海汽船が東京証券取引所市場第二部上場。
- 2002年 - （財）日本海事協会よりISO14001認証取得。
- 2004年 - Yara社向けのアンモニア船2隻建造決定。初のアンモニア輸送契約。
- 2007年 - ブラジル現地法人”K” LINE BRASIL LTDA設立。
- 2010年 - グループとして初めてオフショア支援船を建造。
- 2012年 - 中部電力から、グループとしてLNG船を初めて国内向け単独受注。
- 2013年 - 新会社・ケイラインローローサービス株式会社（RORO貨物や中古車・中古建機の集荷業務を担う）を設立。
- 2017年 - 日本郵船、商船三井と共にコンテナ船事業を統合、新会社『オーシャン・ネットワーク・エクスプレス（ONE）』が発足[8]。
- 2019年 - 創立100周年。
- 2021年12月 - 名古屋証券取引所、福岡証券取引所上場廃止[9]。
- 2022年6月 - 川崎近海汽船を完全子会社化。

## 歴代社長
1. 川崎芳太郎：1919年 - 1920年
2. 松方幸次郎：1920年 - 1928年
3. 鹿島房次郎：1928年 - 1933年
4. 平生釟三郎：1933年 - 1935年
5. 鋳谷正輔：1935年 - 1946年
6. 君島興一：1946年 - 1949年
7. 服部元三：1950年 - 1970年
8. 足立護：1970年 - 1976年
9. 岡田貢助：1976年 - 1980年6月
10. 熊谷清：1980年6月 - 1985年6月
11. 伊藤潔：1985年6月 - 1988年
12. 松成博茂：1988年 - 1992年
13. 南雲四郎：1992年 - 1994年
14. 新谷功：1994年6月 - 2000年3月
15. 﨑長保英：2000年4月 - 2005年3月
16. 前川弘幸：2005年4月 - 2010年3月
17. 黒谷研一：2010年4月 - 2011年5月
18. 朝倉次郎：2011年5月 - 2015年3月
19. 村上英三：2015年4月 - 2019年3月
20. 明珍幸一：2019年4月 - 2025年3月
21. 五十嵐武宣：2025年3月 - 現職

## 船舶名

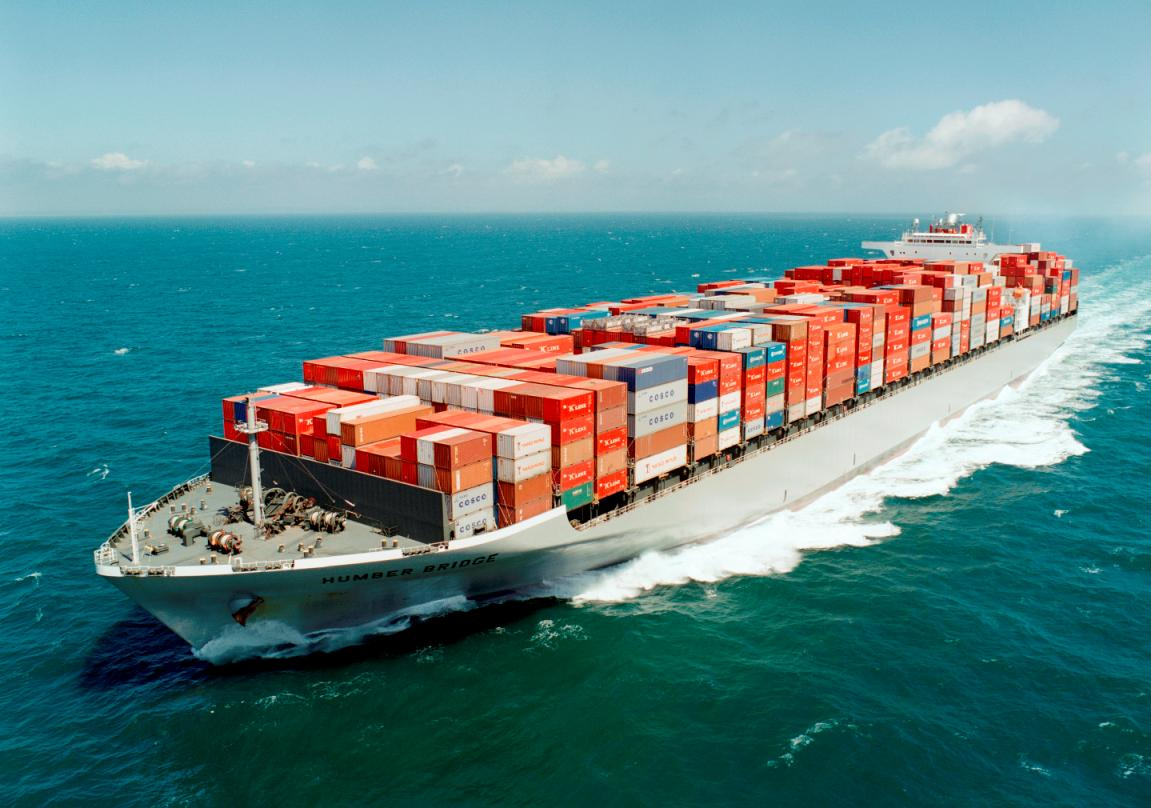
コンテナ船"HUMBER BRIDGE"
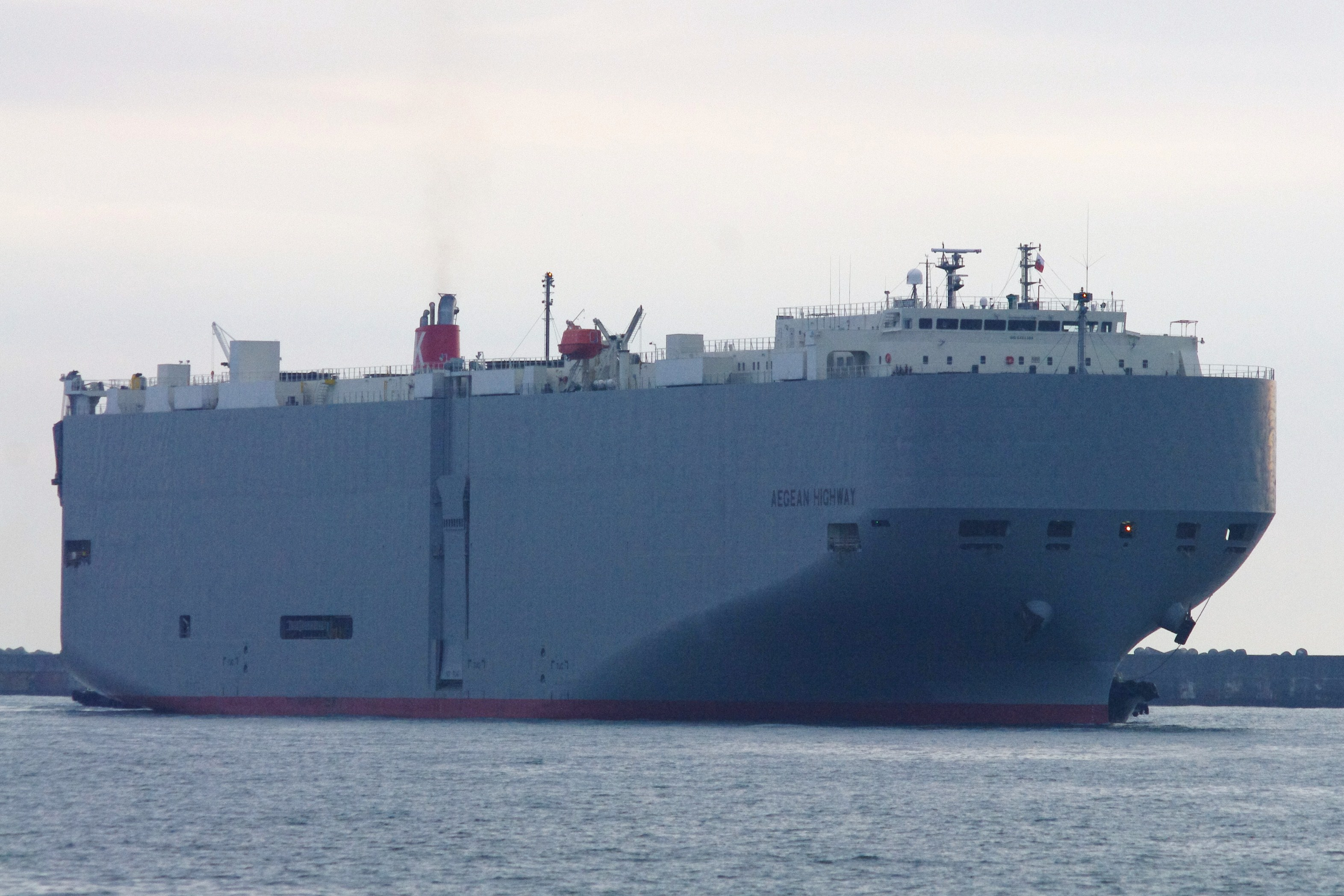
自動車運搬船"AEGEAN HIGHWAY"
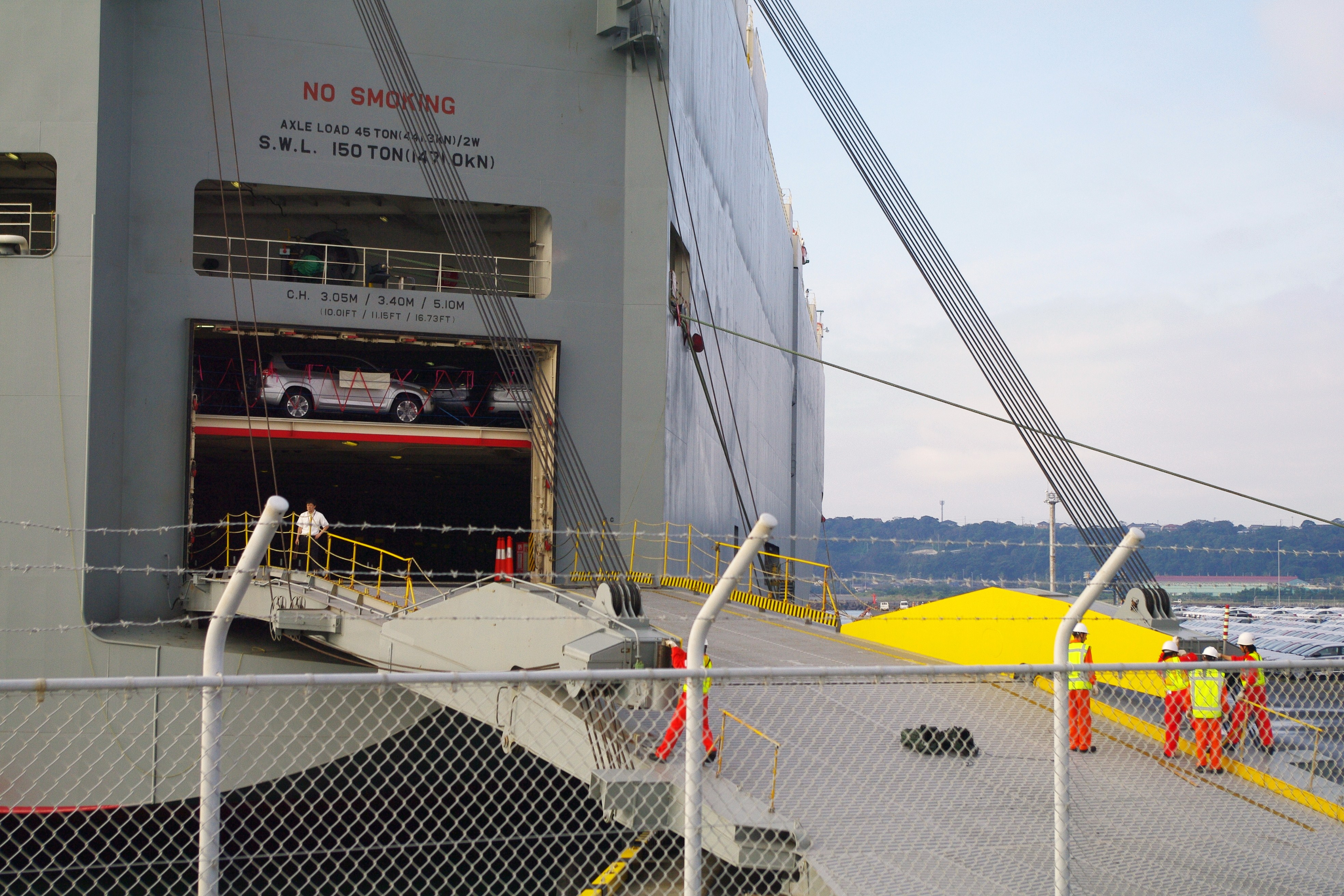
AEGEAN HIGHWAYの船尾ランプ

同社の船舶は種別ごとに何らかの語を船舶名に付けることが多い。具体的には以下の通り。
- コンテナ船 「〜BRIDGE」：「VERRAZANO - BRIDGE」「VIRGINIA - BRIDGE」「VINCENT - THOMAS - BRIDGE」「VALENCIA - BRIDGE」「HUMBER - BRIDGE」など。
- 自動車運搬船「〜HIGHWAY」：「TEXAS - HIGHWAY」や「BALTIC - HIGHWAY」、「EUROPEAN - HIGHWAY」など。
- タンカー「〜川」：「最上川」「桜川」「ISUZUGAWA」「YAMATOGAWA」など。

## 主な関連企業
2024年3月31日現在
日本国内連結子会社
- 旭汽船
- オフショア・オペレーション
- 川崎近海汽船
- ケイ・エム・ディ・エス
- KLKGホールディングス
- ケイライントラベル
- ケイラインビジネスサポート
- ケイラインビジネスシステムズ
- ケイラインマリンソリューションズ
- ケイラインローローバルクシップマネージメント
- ケイラインロジスティックス
- シーゲートコーポレーション
- 新東陸運
- ダイトーコーポレーション
- 日東タグ
- 日東物流
- 日本高速輸送
- 北海運輸
- 舞鶴高速輸送

日本国外連結子会社
- "K" LINE BULK SHIPPING (UK) LIMITED
- "K" LINE (CHINA) LTD.
- "K" Line Chile Ltda
- "K" LINE (Deutschland) GmbH
- "K" LINE DRILLING/OFFSHORE HOLDING, INC.
- "K" LINE (EUROPE) LIMITED
- "K" Line European Sea Highway Services GmbH
- "K" LINE HOLDING (EUROPE) LIMITED
- 'K' Line (India) Shipping Private Limited
- "K" LINE (KOREA) LTD.
- "K" LINE LNG SHIPPING (UK) LIMITED
- "K" Line Logistics (Hong Kong) Limited
- "K" LINE LOGISTICS (SINGAPORE) PTE. LTD.
- K LINE LOGISTICS SOUTH EAST ASIA LTD.
- K LINE LOGISTICS (THAILAND) LTD.
- "K" LINE LOGISTICS (UK) LIMITED
- "K" LINE LOGISTICS (U.S.A.) INC.
- K LINE MEXICO SA DE CV
- "K" LINE PERU S.A.C
- "K" LINE PTE LTD
- "K" LINE SHIP MANAGEMENT (SINGAPORE) PTE. LTD.
- "K" LINE SHIPPING (SOUTH AFRICA) PTY LTD
- "K" LINE (TAIWAN) LTD.
- K LINE (THAILAND) LTD.
- "K" LINE (VIETNAM) LIMITED
- "K" LINE (WESTERN AUSTRALIA) PTY LIMITED
- K MARINE SHIP MANAGEMENT PTE. LTD.
- PT. K LINE INDONESIA

他

## 出来事

### 税務当局との係争
- 大阪国税局は、同社に対し2009年までに約64億円の申告漏れがあったと指摘。重加算税を含む約19億円を追徴課税したが、同社側はこれを不服として大阪国税不服審判所に審査請求。同審判所は2011年12月に同社の主張を認め、意図的な所得隠しとされた約16億円分について課税取り消しとした。さらに同審判所は、同国税局が「国税局の主張に沿う内容の確認書に、威圧的に押印するよう迫った」・「国税職員が作成した文案のまま署名するよう誘導された」とする同社の主張を認めた[11][12]。